# Nästlav
Nästlav (Bryoria furcellata) är en lavart som först beskrevs av Elias Fries, och fick sitt nu gällande namn av Brodo & D. Hawksw. Nästlav ingår i släktet Bryoria och familjen Parmeliaceae.  Arten är reproducerande i Sverige. Inga underarter finns listade i Catalogue of Life.

## Galleri

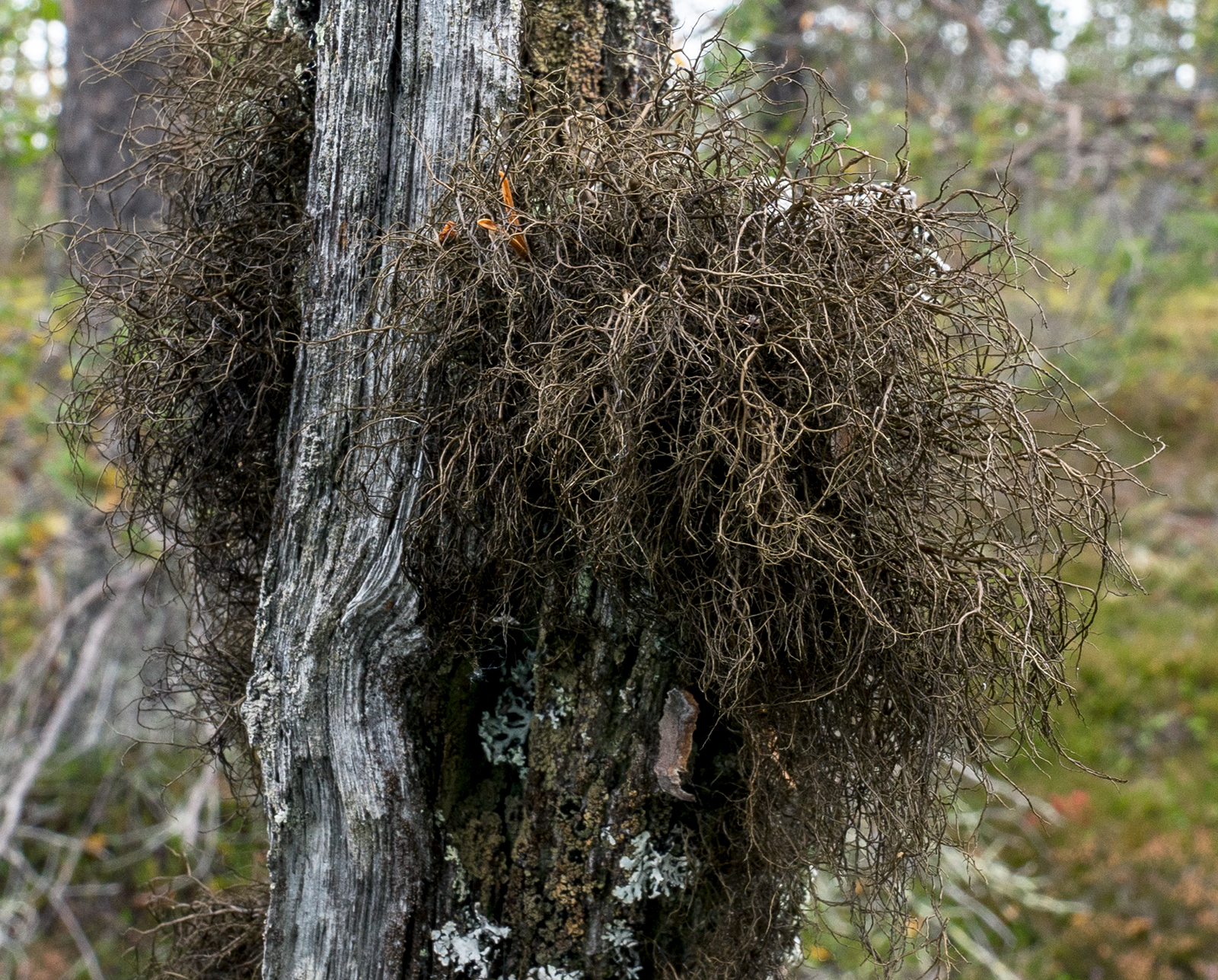
Nästlav på död ved av tall - Norra Mora vildmark.
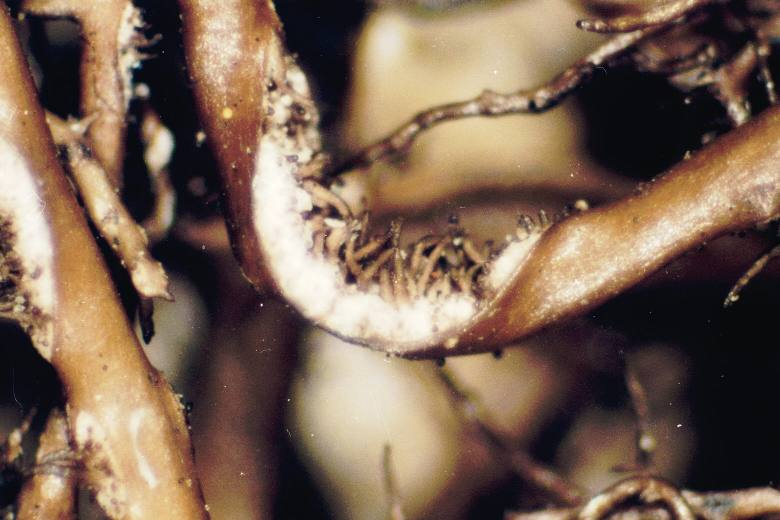
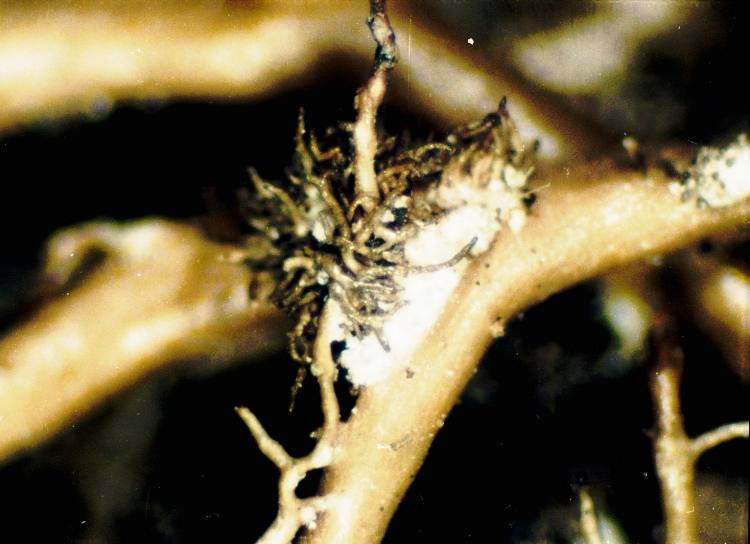
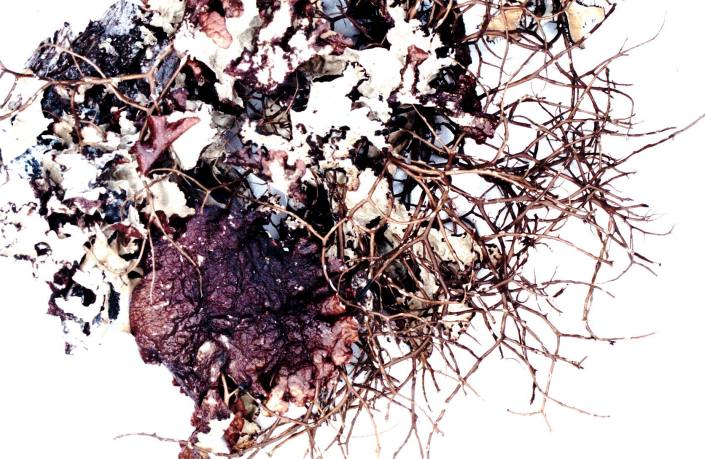
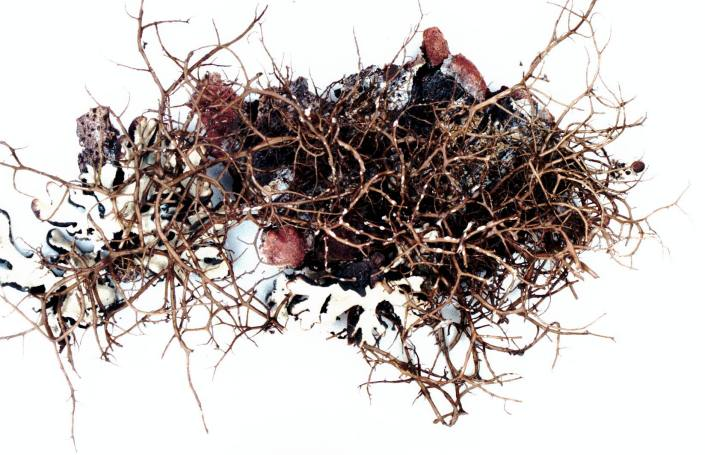
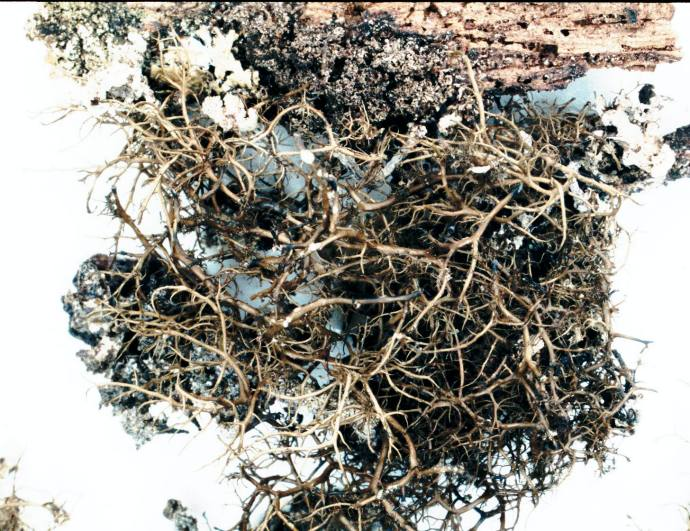
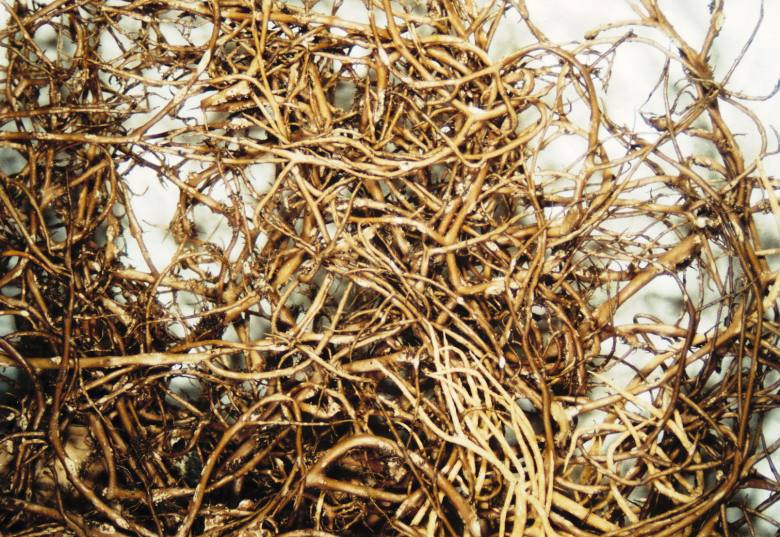